# Bogavići
Bogavići (cyr. Богавићи) – wieś w Bośni i Hercegowinie, w Republice Serbskiej, w gminie Foča. W 2013 roku liczyła 10 mieszkańców.